# Erval Seco
Erval Seco là một đô thị thuộc bang Rio Grande do Sul, Brasil. Đô thị này có diện tích 363,892 km², dân số năm 2007 là 8212 người, mật độ 22,57 người/km².